# Madhhab

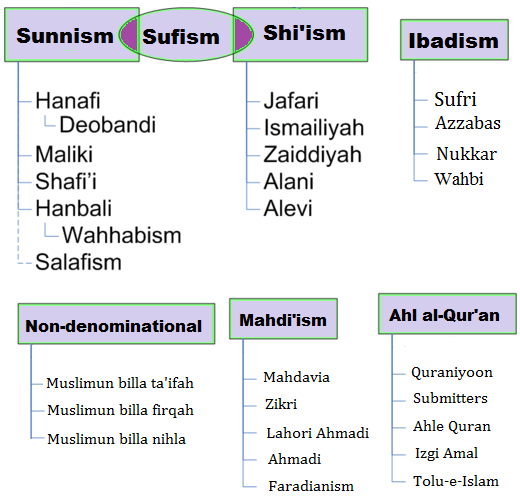
madhhab

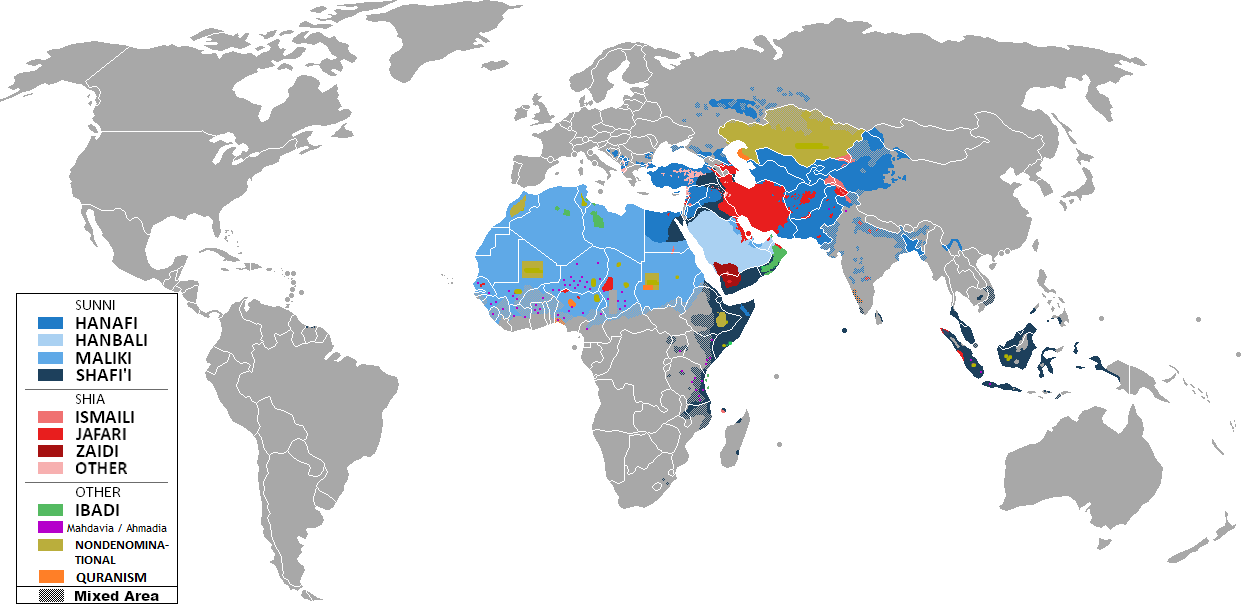
Distribuzione delle scuole giuridico-religiose islamiche nel mondo.

Principali scuole islamiche

Madhhab, detto anche Madh'hab (in arabo مذهب‎?, pl. madhāhib مذاهب) è il termine arabo impiegato per indicare le scuole giuridico-religiose islamiche che si impegnano ad unire tutte le prove autentiche (come detti e fatti del profeta Maometto, o detti o fatti dei suoi compagni) per stabilire se una cosa è lecita o meno, oppure se è obbligatoria o arbitraria se ci sono divergenze riguardo a questo. Il loro ruolo rimane sempre connesso alla sharīʿa e al fiqh.
Dal punto di vista cronologico, dei quattro madhhab sunniti sopravvissuti fino ai giorni nostri, il più antico è quello che si riferisce all'insegnamento giuridico e teologico di Abu Hanifa al-Nuʿmān ibn Thābit (m. 767) di Kufa (Iraq) e che per questo viene definito Hanafismo.
Poco dopo si formò il madhhab fondato dai seguaci di Malik ibn Anas di Medina (m. 796), chiamato Malikismo. Terzo fu il madhhab riferito ad al-Shafiʿī, che dal suo nome si chiamò Sciafeismo, e infine quello fondato da Ahmad ibn Hanbal, definito Hanbalismo.
Di altre scuole giuridico-religiose oggi scomparse - le più importanti delle quali furono il madhhab fondato in Siria da 'Abd al-Rahman al-Awza'i (Damasco, 704 ca.- Beirut, 774) e quello zahirita costituito in al-Andalus da Ibn Hazm (Cordova, 994 - Manta, Līsham [presso Siviglia], 1064) - abbiamo numerose tradizioni. Esse, in maggiore o minor misura, sono confluite nelle scuole sopraelencate.
È perfettamente lecito transitare da un madhhab sunnita ad un altro. Alcuni dicono questo in base a un detto che viene attribuito al profeta Maometto secondo il quale la divergenza d'opinioni (ikhtilāf) è misericordia per la comunità islamica, ma non è un detto autentico, in quanto non c'è una catena di trasmissione autentica per mezzo di cui sia possibile attribuirglielo:
Estratto dal libro Silsilat al-aḥadīth al-ḍāʾifa dello sceicco Muhammad Nasser al-Din al-Albani.
Vol. 1 Hadith 57
“La divergenza della mia comunità è una misericordia”
Ma non è un detto (hadith). Non ha un'origine. Gli specialisti della scienza dei detti (ahadith) hanno cercato di trovargli una catena di trasmissione ma non ci sono riusciti. Al-Munawi riporta da al-Subkī: “Questo hadith non è conosciuto tra gli specialisti del hadith ed io non gli ho trovato nessuna catena di trasmissione (isnād), che sia debole, autentica o inventata.” Lo Shaykh Zakariyyā al-Anṣārī ha confermato la stessa cosa nel suo commento “Tafsir al-Baydawi” (2/92). 
Questo passaggio può essere accettato da un madhab ma non da un altro. Il passaggio da una scuola giuridica all'altra, nei fatti, non avviene quasi mai, per il forte radicamento della tradizione culturale vigente nelle singole aree del mondo islamico.
D'altra parte un versetto del corano dice "La mia comunità non si metterà mai d'accordo su un errore" che ha sostanzialmente lo stesso significato (cioè il disaccordo su questioni sostanzialmente non fondamentali e dipendenti da un'opinione anche legittima come altre è contemplato).
In linea di massima il madhhab hanafita è attestato in Turchia e in tutte le aree asiatiche già sottoposte al dominio ottomano, compreso l'Egitto e la Siria. Il malikismo è invece dominante in tutto il Maghreb (un tempo anche nella Spagna e nella Sicilia islamiche) e nell'Alto Egitto (Sa‘īd). Lo sciafeismo è invece particolarmente forte in Egitto, in Iraq e, un tempo, in Khorasan, mentre la scuola hanbalita è massicciamente attestata in quasi tutta l'Arabia Saudita. Tra i più recenti hanbaliti andrebbero annoverati il movimento del salafismo ed il Wahhabismo, fondato da Muhammad ibn ʿAbd al-Wahhāb (XVIII secolo), che ispirò il movimento che s'impadronì delle regioni peninsulari arabe e che contribuì non poco alla formazione della moderna Arabia Saudita. Però la Conferenza islamica mondiale a Groznyj del 2016 ha dichiarato il salafismo ed il Wahhabismo non sunnite (e quindi non hanbalite), nel qual caso queste sarebbero classificate frange kharigite.

## Elenco delle scuole giuridiche islamiche

### Principali
- Hanafismo
- Hanbalismo
- Malikismo
- Shafeismo
- Ismailismo
- Ja'farismo
- Zaidismo
- Asharismo
- Maturidismo
- Kharigismo
- Coranismo

### Minoritarie
- Wahhabismo
- Salafismo

### Passate
- Mutazilismo